# Scandali al mare
Scandali al mare è un film del 1961 diretto da Marino Girolami con lo pseudonimo di Bastide Jean.

## Trama
Riccardo, ricezionista dell'albergo Miramare, è alle prese con i vari clienti dell'albergo. Tra questi lo stagionato viveur che cerca e vanta improbabili avventure galanti con tutte le clienti; i due giovani che si amano ma vengono contrastati dalla madre di lui, nobile e filomonarchica, che finirà però per essere attratta dal rozzo ma ricco salumiere, padre della fidanzata del figlio; il marito geloso in stile siciliano che alla fine si accontenta di una somma per ripagare il suo presunto onore violato; l'affarista che, convinto di aver perso tutto, vuole suicidarsi senza riuscirci, ma poi recupera la sua fortuna ed abbandona la fidanzata che nel frattempo l'aveva tradito; una banda di gangster goffi e pasticcioni che nonostante i loro sforzi non riescono a combinare nulla di illegale ed alla fine diventano ricchi facendo i baby sitter, e infine la moglie che arriva a sorpresa in albergo.

## Critica
(Leo Pestelli su La Stampa del 17 dicembre 1961)